# Gle Pengiri
Gle Pengiri är en kulle i Indonesien.   Den ligger i provinsen Aceh, i den västra delen av landet, 1 800 km nordväst om huvudstaden Jakarta. Toppen på Gle Pengiri är 287 meter över havet. Gle Pengiri ligger på ön Pulau Peunasu.
Terrängen runt Gle Pengiri är varierad.Runt Gle Pengiri är det mycket tätbefolkat, med 1 018 invånare per kvadratkilometer. Närmaste större samhälle är Banda Aceh, 18,6 km öster om Gle Pengiri. 